# 巴拉霍盧薩拉村
巴拉霍盧薩拉村（波斯語：بالاهلوسرا），是伊朗吉兰省阿姆拉什县兰库区沙布庫斯拉特鄉的一个村。2006年人口普查顯示該村人口为195人，分佈在47个家庭中。